# Максим Лап'єр
Максим Лап'єр (фр. Maxim Lapierre; 29 березня 1985, м. Сент-Леонард, Канада) — канадський хокеїст, центральний нападник. В даний час у Національній хокейній лізі має статус необмежено вільного агента.
Юніорську кар'єру Лап'єр провів у Головній юніорської хокейній лізі Квебека, де протягом чотирьох сезонів грав у складі команд «Монреаль Рокет» і «Пі-І-Ай Рокет». 28 липня 2005 року підписав контракт з «Монреаль Канадієнс», за який Максим виступав протягом п'яти років, поки в грудні 2010 року його не обміняли в «Анагайм Дакс». Через два місяці Лап'єр другий раз в сезоні 2010/11 змінив команду — «Анагайм» здійснив обмін за участю нападника у «Ванкувер Канакс». Лап'єр допоміг «Канакс» вперше за 17 років вийти у фінал Кубка Стенлі, де в семиматчевом протистоянні «Ванкувер» програв боротьбу за трофей «Бостон Брюїнс». 5 липня 2013 підписав контракт з «Сент-Луїс Блюз» строком на два роки. 27 січня 2015 обміняний в «Піттсбург Пінгвінс». Керівництво «Пінгвінс» в кінці сезону 2014/15 оголосило, що не буде продовжувати контракт з нападником і 1 липня Лап'єр став необмежено вільним агентом.
Досягнення
- Володар Кубка Колдера (2007)